# Un Schtroumpf pas comme les autres
Un Schtroumpf pas comme les autres est la quinzième histoire de la série Les Schtroumpfs de Peyo. Elle est publiée pour la première fois du no 1604 au no 1611 du journal Spirou, puis dans l'album Les Schtroumpfs et le Cracoucass en 1969.
L'histoire se déroule entre le village des Schtroumpfs et la masure de Gargamel, en passant par la forêt.

## Résumé
Un Schtroumpf s'ennuie au village. Ce n'est « vraiment pas un Schtroumpf comme les autres ». Il a envie de voyager, de découvrir de nouveaux horizons. Ne parvenant pas à l'en dissuader, le Grand Schtroumpf lui donne un sifflet magique, grâce auquel il sera instantanément ramené au village en cas de danger.
Le voyage débute mal, le Schtroumpf regrette d'avoir quitté le village mais n'ose se servir du sifflet, de peur que les autres ne se moquent de lui en le voyant apparaître. Il est ensuite capturé par Gargamel, qui l'emporte dans sa masure. Découvrant le sifflet, le sorcier l'utilise et se retrouve transporté au village des Schtroumpfs. Malgré sa surprise, il en profite pour tenter de capturer les Schtroumpfs, mais le Grand Schtroumpf parvient à lui injecter un « sérum séraphique » qui le rend bon et gentil. Il avoue alors avoir capturé le Schtroumpf voyageur et l'avoir laissé seul avec Azraël. Aussitôt, les Schtroumpfs courent vers la masure pour libérer leur camarade. Gargamel gronde son chat, mais retrouve ses esprits et sa malignité au moment où le Schtroumpf est libéré de ses liens. Gargamel capture ainsi tous les Schtroumpfs et les enferme dans un coffre. À l'aide du sifflet magique, ceux-ci n'ont aucune difficulté à retourner dans le village, au grand dam de Gargamel.
Le Schtroumpf qui n'était « pas comme les autres » renonce alors à ses envies d'ailleurs et redevient « un Schtroumpf comme les autres ».
C'est dans cet épisode que Gargamel souhaite pour la première fois « faire de la soupe aux Schtroumpfs ». Il transmettra cette idée au géant Grossbouf dans l'épisode La Soupe aux Schtroumpfs.